# Laurent Paradis
Pour les articles homonymes, voir Paradis (homonymie).
Laurent Paradis est un homme politique québécois. Il fut maire de la ville de Trois-Rivières de 1955 à 1960.

## Biographie
Journaliste trifluvien, il a été président de la Chambre de commerce de Trois-Rivières de 1946 à 1947 et président de la Chambre de commerce du Québec (en 1952).
Il était ami de Maurice L.-Duplessis, à qui il adressa des félicitations en 1957 et en 1958.